# Manuel I Comneno
Manuel I Comneno (em grego: Μανουήλ Α' Κομνηνός; romaniz.: Manouēl I Komnēnós, 28 de novembro de 1118 – 24 de setembro de 1180) foi um imperador bizantino do século XII que reinou em uma época difícil e importante da história do Império Bizantino e do Mediterrâneo. Ávido por reconstruir seu império e torná-lo, como no passado, uma superpotência do Mediterrâneo, Manuel estabeleceu uma política estrangeira ativa e rigorosa. Durante seu reinado, fez alianças com o papa e o ocidente, invadiu a península Itálica, administrou eficazmente a passagem da Segunda Cruzada através de seu império e estabeleceu um protetorado bizantino sobre os estados cruzados do ultramar. Deparando-se com os avanços dos muçulmanos na Terra Santa, aliou-se ao reino de Jerusalém e invadiu o Egito dos fatímidas. Manuel reestruturou o mapa geopolítico dos Bálcãs e do leste do mediterrâneo, colocando os reinos da Hungria e de além-mar sob a hegemonia do Império Bizantino, e lutou violentamente contra seus vizinhos europeus e do leste. Entretanto, no final de seu reinado, suas conquistas no leste ficaram comprometidas com a derrota em Miriocéfalo, quando resolveu atacar o império seljúcida, uma área considerada bem protegida.
Conhecido como o Grande (em grego: 'o Μέγας') pelos gregos, Manuel é conhecido por ter inspirado um forte sentimento de lealdade naqueles que o serviram. Ele figura, ainda, como o herói de uma história escrita por seu auxiliar, João Cinamo, na qual toda virtude é atribuída a ele. Manuel, que foi influenciado pelas Cruzadas, era conhecido como "o abençoado imperador de Constantinopla" não só dentro de seus domínios, como também em algumas partes do mundo latino. Contudo, historiadores não concordam com o que se atribui a Manuel. Alguns deles afirmam que o poder que possuía não advinha de seus próprios méritos, mas provinha da dinastia Comnena. Argumenta-se, ainda, que o poder bizantino caiu muito rapidamente com a morte de Manuel e que, para se conhecer as causas desse declínio, é necessário observar atentamente o seu reinado.

## Ascensão ao trono

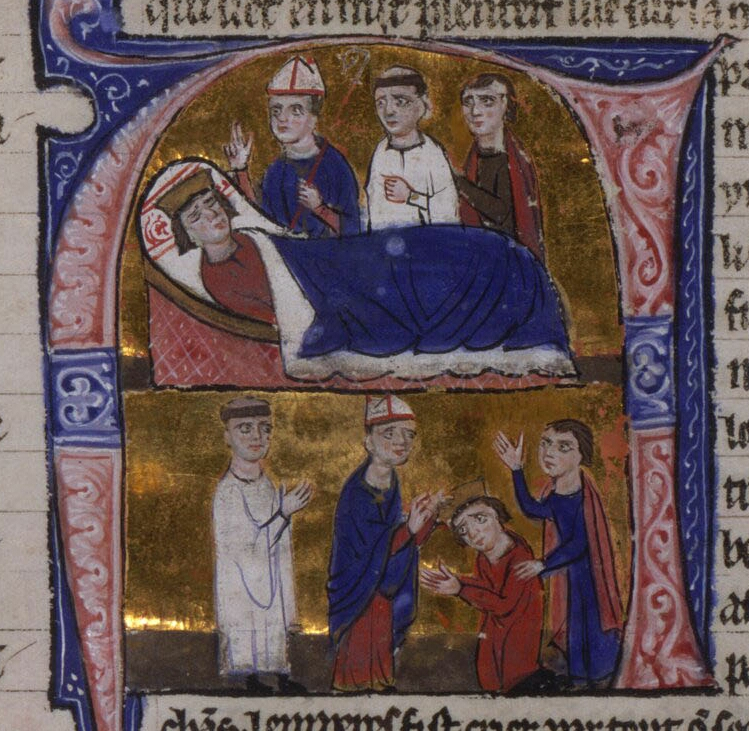
Morte de João II Comneno e coroação de Manuel I Comneno (do Manuscrito de Guilherme de Tiro Historia e Old French Continuation). Iluminura feita em Acre século XIII, Biblioteca Nacional da França.

Quarto filho de João II Comneno e Piroska da Hungria, Manuel I Comneno não tinha qualquer possibilidade de suceder seu pai. Seu avô materno era São Ladislau. Destacando-se na guerra promovida por seu pai contra os turcos seljúcidas, foi escolhido, em 1143, como seu sucessor ao trono, no lugar de seu irmão mais velho, Isaac. Com a morte de seu pai em 8 de abril de 1143, Manuel foi consagrado imperador por seu exército. Entretanto, sua sucessão ainda estava ameaçada: no leito de morte de seu pai, em Cilícia, territórios muito afastados de Constantinopla, constatou que deveria retornar à capital imediatamente. Antes disso, deveria cuidar do funeral de seu pai e a tradição exigia que se organizasse a fundação de um mosteiro no local onde seu pai havia morrido. De forma rápida, enviou seu secretário João Axuco à capital com ordens para prender seu mais perigoso rival, seu próprio irmão Isaac, que residia no palácio imperial e possuía acesso irrestrito ao tesouro real. Axuco chegou à capital antes mesmo da notícia da morte do imperador; assegurou a lealdade da cidade com relação a Manuel e, quando este chegou à cidade, em agosto de 1143, foi coroado pelo novo patriarca, Miguel II Curcuas. Dias mais tarde, sem mais nada a temer e com a posição de imperador assegurada, Manuel ordenou a soltura de seu irmão Isaac. Mais tarde, ordenou ainda que fossem dadas duas peças de ouro (moedas) a cada morador de Constantinopla e 200 libras de ouro (incluindo, ainda, 200 peças de prata (moeda) anualmente) à Igreja Ortodoxa.
O império que Manuel herdou de seu pai passou por muitas mudanças desde sua fundação por Constantino I, oito séculos antes. A mudança mais importante ocorreu no século VII, quando os soldados islâmicos invadiram o Egito, a Palestina e grande parte da Síria, tomando-os para si de maneira irrevogável. Logo após, esses soldados rumaram para o oeste, para as províncias ocidentais do Império Bizantino, assim denominadas no tempo de Constantino, no norte da África e Espanha. Desde então, os imperadores governaram sobre um domínio que consistia, em sua maior parte, da Ásia Menor ao leste, e os Bálcãs a oeste. Desde a época de seu predecessor, Justiniano (r. 527–565), os imperadores também governaram partes da Itália, África e Espanha. Ainda assim, o império que Manuel herdou continuava a sofrer imensos desafios no que dizia respeito ao seu regime político. Ao final do século XI, os normandos da Sicília conquistaram a Itália, na época parte do Império Bizantino. Os turcos seljúcidas fizeram o mesmo com a Anatólia central e, no Levante, uma nova força aparecera - os estados dos Cruzados - os quais desafiaram o império. Neste momento, mais do que em qualquer outro durante os séculos precedentes, a tarefa que o imperador encarava era imensa.

## Segunda Cruzada e Reinaldo de Châtillon

### Príncipe da Antioquia

Condado de Edessa e os outros estados cruzados do Oriente Médio em 1135

A primeira prova pela qual Manuel passou em seu reinado deu-se em 1144, quando o príncipe Raimundo de Antioquia reivindicou os territórios da Cilícia. Contudo, ainda naquele mesmo ano, o Condado de Edessa assolado por uma guerra santa islâmica, iniciada por Zengui. Raimundo percebeu que qualquer ajuda imediata do ocidente estava inteiramente fora de questão. Com o seu flanco oriental perigosamente ameaçado por esta nova guerra, não havia muitas opções a não ser uma humilhante visita a Constantinopla. Engolindo a seco seu orgulho ferido, dirigiu-se ao norte a fim de dialogar a respeito da proteção do imperador. Após seu pedido a Manuel, foi-lhe prometido o apoio requisitado e sua lealdade ao Império Bizantino estava garantida.

### Expedição contra Icônio
No ano de 1146, Manuel iniciou uma expedição punitiva contra o sultão de Rum, Maçude I, o qual violava repetidamente as fronteiras do império em Anatólia e Cilícia. Não houve qualquer tentativa de se conquistar sistematicamente o território, entretanto as forças bizantinas atingiram a capital de do Sultanato de Rum, Icônio, destruíram a área em torno da cidade, porém não conseguiram transpor seus muros. Manuel destruiu a cidade fortificada de Filomélio, retirando de lá a população cristã ainda existente. Um de seus motivos para elaborar esse ataque era o desejo de ser visto, no oeste, como alguém que verdadeiramente abraçou o ideal das cruzadas; Cinamo atribuiu a Manuel, ainda, o desejo de mostrar o seu poder marcial e sua valentia a sua nova noiva. Durante essa campanha, Manuel recebeu uma carta de Luís VII de França, a qual anunciava a intenção deste de liderar um exército para socorrer os estados dos cruzados.

### Chegada dos cruzados
Manuel foi impedido de seguir com suas sucessivas vitórias no leste por conta de outros eventos que ocorriam no oeste e, por isso, deveria seguir para os Bálcãs imediatamente, onde sua presença era importante. Em 1147, Manuel concedeu uma passagem através de seus domínios a dois exércitos da Segunda Cruzada, sob o comando de Conrado III da Germânia e Luís VII de França. Naquela época, ainda existiam membros da corte bizantina que relembraram a passagem da Primeira Cruzada, a qual foi um momento determinante na memória coletiva da história e que fascinou Ana Comnena, tia de Manuel.

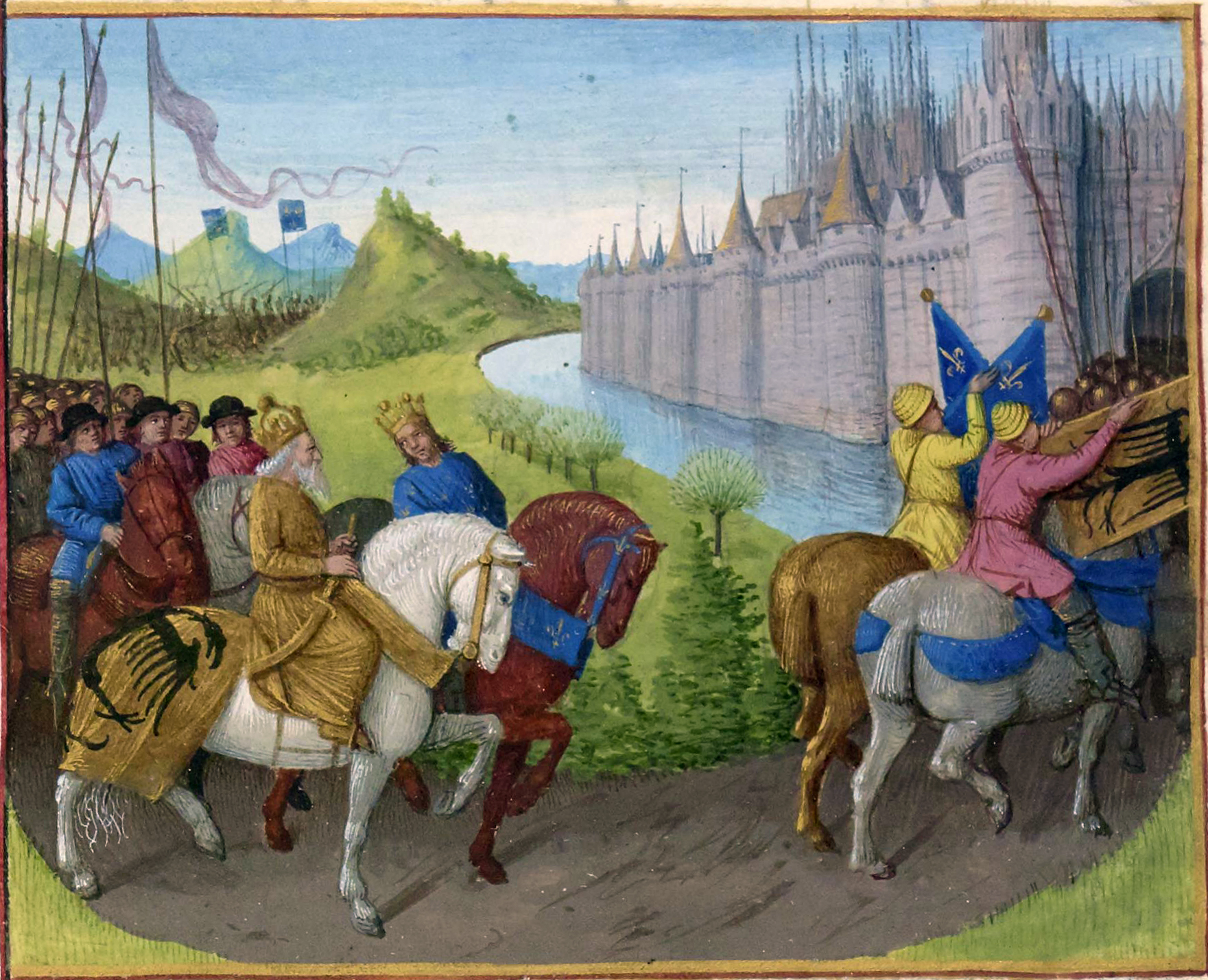
Chegada da Segunda Cruzada a Constantinopla, conforme retratado por Jean Fouquet, 1455-1460

Muitos bizantinos tinham medo das cruzadas por causa de seu vandalismo e dos roubos praticados pelo exército sem lei, conforme marchavam através do território bizantino. Tropas bizantinas seguiam os cruzados com o intuito de policiar seu comportamento e outras tropas eram formadas em Constantinopla e estavam preparadas para defender a capital de qualquer ato violento. Esta medida de segurança foi amplamente difundida, porém os numerosos incidentes por conta do abrigo oferecido pelos bizantinos e a profunda hostilidade entre os francos e os gregos quase principiaram um conflito entre Manuel e seus convidados, neste caso, os cruzados que atravessavam seu território. Manuel tomou suas precauções - as quais seu avô não tinha tomado - reparando as muralhas da cidade, e pressionando os dois reis por garantias  com relação à segurança de seu território. O exército de Conrado III foi o primeiro a entrar no território bizantino no verão de 1147, o qual aparece mais proeminentemente nas fontes bizantinas, sendo, portanto, o que ofereceu mais problemas dentre os dois que penetraram esse território.
Entretanto, após 1147, as relações entre os dois líderes tornaram-se mais amigáveis. Por volta de 1148, Manuel percebeu que poderia obter uma aliança com Conrado, cuja cunhada, Berta de Sulzbach, ele esposara; na verdade, ele persuadira o rei alemão a renovar sua aliança contra Rogério II da Sicília. Para a infelicidade do imperador bizantino, Conrado morreu em 1152 e, apesar de todas as tentativas, Manuel não conseguiu alcançar um acordo com seu sucessor, Frederico I Barbarossa.

### Invasão do Chipre
Em 1156, Manuel voltou sua atenção novamente para Antioquia, quando Reinaldo de Châtillon, o príncipe de Antioquia, afirmou que o imperador bizantino não cumpriu sua promessa de pagá-lo uma importância em dinheiro, e prometeu atacar a província bizantina de Chipre. Ele mandou prender o governador da ilha e sobrinho do imperador, João Comneno, e o general Michael Branas. O historiador latino Guilherme de Tiro lamentou a guerra contra os cristãos e descreveu detalhadamente as atrocidades cometidas pelos homens de Raynald. Tendo sido a ilha saqueada e todos os seus bens pilhados, o exército de Reinaldo de Châtillon mutilou os sobreviventes antes de forçá-los a comprar seus próprios produtos a preços altíssimos com apenas com o dinheiro que lhes havia restado. Enriquecidos com o espólio que faria a Antioquia rica por muitos anos, os invasores embarcaram em seus navios e partiram para sua pátria. Raynald enviou, ainda, alguns dos refens mutilados a Constantinopla como uma demonstração de sua desobediência e seu desprezo pelo imperador bizantino.
Manuel respondeu a este ultraje de uma forma muito enérgica. No inverno de 1158-1159, marchou para Cilícia, à frente de um numeroso exército; a velocidade em que seu exército caminhava (Manuel acelerou o passo com 500 cavaleiros à frente do exército principal) era tão grande que conseguiu surpreender o Teodoro II da Armênia, o qual participou do ataque a Chipre. Todas as cidades e vilas renderam-se imediatamente a Manuel, sendo Toros forçado a fugir para as montanhas; diz-se que sobreviveu abrigando-se sozinho sob as pedras das colinas, onde um pastor lhe trazia comida para mantê-lo vivo.

### Manuel em Antioquia
Enquanto isso, as notícias do avanço do exército bizantino chegaram rapidamente a Antioquia. Percebendo que não teria como derrotar Manuel, Reinaldo de Châtillon sabia que não poderia contar com qualquer ajuda de rei Balduíno III de Jerusalém. Balduíno não aprovava o ataque de Reinaldo a Chipre e, de qualquer forma, já tinha feito um acordo com Manuel. Então, isolado e abandonado por seu aliados, Reinaldo decidiu que a submissão seria a sua única saída. Ele apresentou-se diante do imperador, vestido em um saco e com uma corda amarrada em seu pescoço e clamou por perdão. Manuel, em um primeiro momento, ignorou o pedido de Reinaldo, enquanto conversava com seus cortesãos; Guilherme de Tiro diz que essa cena deprimente continuou por um bom tempo, fazendo com que todos os presentes ficassem "enojados". Finalmente, Manuel perdoou Reinaldo com a condição que se tornasse um vassalo do Império, fazendo com que a Antioquia se rendesse ao Império Bizantino.
Com a paz restabelecida, uma grande celebração foi organizada no dia 12 de abril de 1159 para receber triunfalmente o exército bizantino na cidade, com Manuel montado em seu cavalo, enquanto o príncipe da Antioquia e o rei de Jerusalém seguiam-no a pé. Manuel mostrou justiça aos cidadãos e presidiu jogos e torneios para a população. Em maio, reuniu um exército cristão e partiu para Edessa, porém abandonou a campanha, quando Noradine libertou 6 000 prisioneiros cristãos, capturados em várias batalhas desde a segunda cruzada. Mesmo com o glorioso fim da expedição, pesquisadores dizem que Manuel recebeu muito menos do que esperava em termos de compensação imperial.
Satisfeito com seus sucessos, Manuel retornou a Constantinopla; entretanto, no caminho de volta, suas tropas foram surpreendidas pelos turcos. Apesar disso, Manuel e seu exército venceram a batalha, derrotando o inimigo, causando-lhe imensas perdas. No ano seguinte, Manuel expulsou os turcos seljúcidas de Isáuria.

## Campanha na Itália

### Rogério II da Sicília

Sul da Itália em 1112, antes do período de Rogério II da Sicília, com os estados e as cidades principais. A fronteira do Reino da Sicília em 1154, quando da morte de Rogério II, está na área compreendida pela linha escura que envolve a maior parte do sul da Itália.

No ano de 1147, Manuel travou uma guerra com Rogério II da Sicília, cuja frota capturou a ilha bizantina de Corfu e saqueou as cidades gregas. Entretanto, apesar de ter sido distraído por um ataque cumano nos Bálcãs, Manuel conseguiu uma aliança com Conrado e o auxílio dos venezianos, conseguindo derrotar Rogério e sua poderosa esquadra. Em 1149, Manuel, contando com 500 navios, 1 000 navios de transporte de soldados e em torno de 30 000 homens, recuperou a ilha de Corfu e preparou-se para a ofensiva contra os normandos. Ele já havia concordado com Conrado em realizar uma invasão conjunta e com a divisão do sul da Itália e Sicília. A renovação da aliança germânica foi o ponto principal da política de relações exteriores de Manuel por todo seu reinado, apesar da divergência gradual de interesses entre os dois impérios, após a morte de Conrado.
Com a morte de Rogério em fevereiro de 1154 e a sua sucessão por Guilherme I da Sicília, bem como as rebeliões espalhadas contra as leis do novo rei na Sicília e Apúlia, a presença dos refugiados apulianos na corte bizantina e o erro cometido por Frederico Barbarossa (sucessor de Conrado) ao lidar com os normandos encorajaram Manuel a tirar vantagem das várias instabilidades existentes na península Itálica. Ele enviou Miguel Paleólogo e João Ducas, os quais possuíam o alto cargo de sebastocrator, com as tropas bizantinas, 10 navios e uma grande quantidade de ouro para invadir a Apúlia (1155). Os dois generais receberam instruções para apoiar Frederico Barbarossa, uma vez que era hostil aos normandos da Sicília e estava ao sul dos Alpes naquele momento, porém ele recusou o apoio porque seu exército desmoralizado desejava chegar ao norte dos Alpes o mais rápido possível. No entanto, com a ajuda dos barões menos afeiçoados a ele, incluindo-se o conde Roberto de Loritello, a expedição de Manuel obteve um progresso bastante rápido no momento em que todo o sul da Itália rebelou-se contra a coroa siciliana e o rei Guilherme I. Houve uma sucessão de eventos espetaculares conforme muitas fortalezas rendiam-se ou por força ou pela sedução do ouro.

### Aliança papal-bizantina

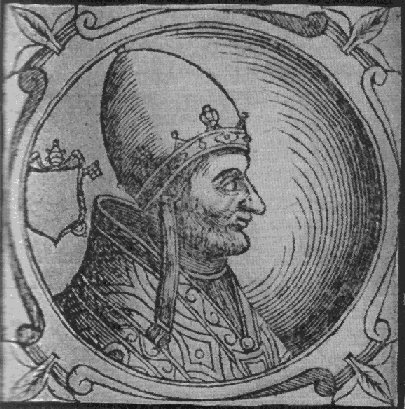
Papa Adriano IV, que negociou com Manuel contra o rei normando Guilherme I da Sicília

A cidade de Bari, que foi a capital por séculos do Catapanato bizantino do sudoeste da Itália antes da chegada dos Normandos, abriu seus portões ao exército do imperador e os cidadãos conseguiram destruir a cidadela normanda. Com a queda de Bari, as cidades de Trani, Giovinazzo, Andria, Taranto e Brindisi também foram capturadas e Guilherme, que chegou com seu exército para combatê-las (seu exército possuía 2 000 cavaleiros), foi derrotado.
Encorajado pelo sucesso, Manuel sonhou com a restauração do Império Romano através da restauração entre a Igreja Ortodoxa e a Igreja Católica, uma perspectiva que seria freqüentemente oferecida ao Papa durante negociações e planos de aliança. Caso houvesse uma oportunidade de reunir as igrejas ocidentais e orientais, e reconciliar-se com o Papa de forma permanente, este seria, provavelmente, o momento mais favorável. O Papado nunca se deu a bons termos com os normandos, exceto quando sob a coação estabelecida pela ameaça da ação militar direta. Ter o "civilizado" Império Romano do Oriente em sua fronteira do sul era infinitamente preferível ao papado do que ter de lidar constantemente com os incômodos normandos da Sicília. Era do interesse do Papa Adriano IV alcançar um acordo de qualquer forma, uma vez que, caso ocorresse o acordo, aumentaria substancialmente sua influência sobre todos os seguidores cristãos ortodoxos. Manuel ofereceu uma imensa quantia em dinheiro ao Papa a fim de provisionar as tropas, com o pedido ao Papa que garantisse ao imperador bizantino poder sobre três cidades costeiras em troca de assistência na expulsão de Guilherme da ilha da Sicília. Manuel também prometeu pagar 5 000 libras de ouro ao Papa e à Cúria. Negociações foram apressadamente feitas, e uma aliança foi formada entre Manuel e Adriano.